# Burns, Kansas
Burns är en ort i Marion County i Kansas. Vid 2020 års folkräkning hade Burns 234 invånare.